# Dunedinia pullata
Dunedinia pullata är en spindelart som beskrevs av Alfred Frank Millidge 1988. Dunedinia pullata ingår i släktet Dunedinia och familjen täckvävarspindlar. Inga underarter finns listade i Catalogue of Life.